# باندورم
باندورم (بالإنجليزية: Pandorum)‏ هو فيلم رعب ما بعد الكارثة يتضمن عناصر لغز الغرفة المغلقة والبقاء على قيد الحياة تم إنتاجه في ألمانيا والمملكة المتحدة وصدر في سنة 2009. من بطولة دينيس كويد وبن فوستر وكام جيجنديت.

## القصة
في سنة 2174 تزايد عدد السكان إلى درجة تتجاوز قدرة تحمل الأرض، مما فرض على البشرية بناء سفينة تسمى «إليزيم». كانت تقتضي المهمة إرسال 60000 شخص في رحلة تمتد لـ 123 سنة لتأسيس مستعمرة على كوكب شبيه بالأرض اسمه «تانيس».

## الميزانية والإيرادات
بلغت تكلفة إنتاج الفيلم حوالي 33 مليون دولار بينما حقق أرباحا تقدر بـ 20645327 دولار.

## وصلات خارجية
- باندورم على موقع IMDb (الإنجليزية)
- باندورم على موقع ميتاكريتيك (الإنجليزية)
- باندورم على موقع روتن توميتوز (الإنجليزية)
- باندورم على موقع نتفليكس (الإنجليزية)
- باندورم على موقع قاعدة بيانات الأفلام العربية
- باندورم على موقع ألو سيني (الفرنسية)
- باندورم على موقع Turner Classic Movies (الإنجليزية)
- باندورم على موقع أول موفي (الإنجليزية)
- باندورم على موقع بوكس أوفيس موجو (الإنجليزية)
- باندورم على موقع فيلمافينيتي (الإسبانية)